# بيترو فرانسيسي
بيترو فرانسيس (بالإيطالية: Pietro Francicsi)‏ ولد في روما في
9 أيلول 1906كان مخرجا إيطاليا من أشهر أفلامه «هرقل» 1958 الذي ألهم السيف وازدهار الصندل في أواخر الخمسينيات.

## روابط خارجية
- بيترو فرانسيسي على موقع IMDb (الإنجليزية)
- بيترو فرانسيسي على موقع ألو سيني (الفرنسية)
- بيترو فرانسيسي على موقع أول موفي (الإنجليزية)
- بيترو فرانسيسي على موقع قاعدة بيانات الأفلام السويدية (السويدية)
- بيترو فرانسيسي على موقع قاعدة بيانات الفيلم (الإنجليزية)
- بيترو فرانسيسي على موقع كينوبويسك (الروسية)